# 집단행동 문제
집단행동 문제(collective action problem) 또는 사회적 딜레마(social dilemma)는 모든 개인이 협력할 때 더 나은 결과를 얻을 수 있지만, 공동 행동을 저해하는 개인 간의 이해 상충으로 인해 그렇게 하지 못하는 상황이다. 집단 행위 문제는 수세기 동안 정치철학에서 다루어져 왔지만, 1965년 맨슈어 올슨의 저서 집단행동의 논리에서 더욱 유명하게 해석되었다.
너무 많은 집단 구성원들이 집단의 장기적인 최선의 이익을 위해 행동하기보다는 개인적인 이익과 즉각적인 만족을 추구하기로 선택할 때 문제가 발생한다. 사회적 딜레마는 여러 형태로 나타날 수 있으며, 심리학, 경제학, 정치학과 같은 학문 분야에서 연구된다. 사회적 딜레마를 이용해 설명할 수 있는 현상으로는 자원 고갈과 낮은 투표율이 있다. 집단행동 문제는 게임 이론과 공공재 제공으로 인해 발생하는 무임승차 문제 분석을 통해 이해할 수 있다. 또한, 집단 문제는 전 세계 국가들이 현재 직면하고 있는 수많은 공공 정책 문제에 적용될 수 있다.

## 저명한 이론가들

### 초기 사상
비록 그가 "집단행동 문제"라는 단어를 사용하지는 않았지만, 토머스 홉스는 인간 협력에 대한 초기 철학자였다. 홉스는 사람들이 순전히 이기심으로 행동한다고 믿었으며, 1651년 저서 리바이어던에서 "두 사람이 같은 것을 원하지만 둘 다 누릴 수 없다면 그들은 적이 된다"고 썼다. 홉스는 자연상태가 상충하는 이해관계를 가진 사람들 사이의 영원한 전쟁으로 구성되어 있으며, 협력이 양측 모두에게 상호 이익이 되는 상황에서도 사람들이 다투고 개인적인 권력을 추구하게 된다고 믿었다. 자연상태의 인간을 이기적이고 갈등에 빠르게 참여하는 존재로 해석함으로써, 홉스의 철학은 현재 집단행동 문제라고 불리는 것의 토대를 마련했다.
데이비드 흄은 1738년 저서 인간 본성에 관한 논고에서 현재 집단행동 문제라고 불리는 것에 대한 또 다른 초기이자 더 잘 알려진 해석을 제공했다. 흄은 이웃들이 초원 배수에 동의하는 모습을 통해 집단행동 문제를 특징짓는다:
두 이웃은 그들이 공유하는 초원을 배수하는 데 동의할 수 있다. 왜냐하면 그들이 서로의 마음을 아는 것이 쉽기 때문이고, 각자는 자신의 역할에 실패하면 전체 프로젝트를 포기하게 된다는 즉각적인 결과를 알아야 하기 때문이다. 그러나 천 명이 어떤 그러한 행동에 동의하는 것은 매우 어렵고 사실상 불가능하다. 그들이 그렇게 복잡한 계획을 협의하는 것이 어렵고, 그것을 실행하는 것은 더욱 어렵기 때문이다. 각자는 수고와 비용에서 자신을 해방시킬 구실을 찾고, 전체 부담을 다른 사람들에게 지우려고 할 것이다.
이 구절에서 흄은 집단행동 문제의 기초를 확립한다. 천 명이 공동의 목표를 달성하기 위해 함께 일해야 하는 상황에서, 개인들은 팀의 다른 구성원들이 해당 목표를 달성하기에 충분한 노력을 기울일 것이라고 가정하기 때문에 무임승차할 가능성이 높다. 소규모 집단에서는 한 개인이 미치는 영향이 훨씬 크므로 개인들은 무임승차할 가능성이 적다.

### 현대 사상
집단행동 문제에 대한 가장 저명한 현대적 해석은 맨슈어 올슨의 1965년 저서 집단행동의 논리에서 찾을 수 있다. 이 책에서 그는 당시 사회학자와 정치학자들이 집단이 구성원의 이익을 증진하는 데 필수적이라고 여겼던 통념을 다루었다. 올슨은 개인의 합리성이 반드시 집단의 합리성으로 이어지는 것은 아니라고 주장했는데, 집단 구성원들은 전체 집단의 최선의 이익을 대변하지 않는 상충하는 이해관계를 가질 수 있기 때문이다.
올슨은 비경쟁적이고 비배제적인 순수 공공재의 경우, 한 기여자가 다른 사람들이 더 많이 기여함에 따라 공공재에 대한 자신의 기여를 줄이는 경향이 있다고 추가로 주장했다. 또한 올슨은 개인이 자신에게 이익이 되고 반드시 전체 대중에게 이익이 되지 않는 경제적 이익을 추구하는 경향을 강조했다. 이는 애덤 스미스의 시장의 "보이지 않는 손" 이론과 대조되는데, 이 이론에서는 개인이 자신의 이익을 추구하는 것이 이론적으로 전체 시장의 집단적 복지로 이어진다고 본다.
올슨의 책은 집단행동 문제를 사회과학에서 가장 골치 아픈 딜레마 중 하나로 확립했으며, 인간 행동과 정부 정책과의 관계에 대한 오늘날의 논의에 지대한 영향을 미쳤다.

## 이론

### 게임 이론

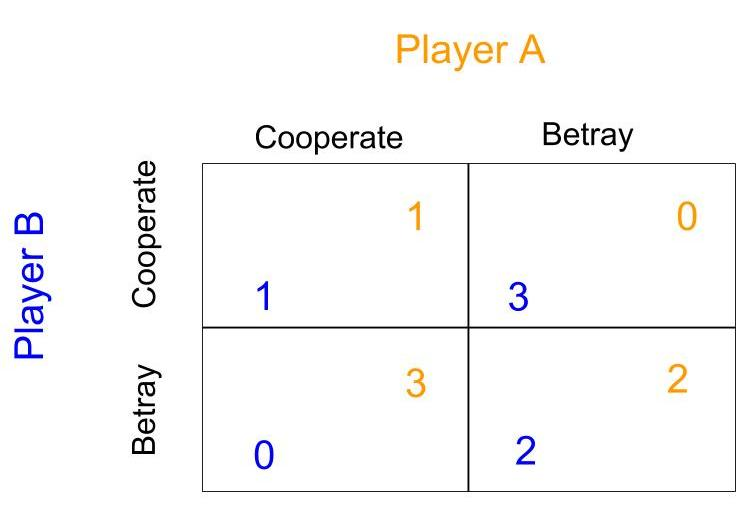
이 도표는 게임 이론의 가장 유명한 예시 중 하나인 죄수의 딜레마를 보여준다.

사회적 딜레마는 사회 및 행동 과학에서 많은 관심을 끌었다. 경제학자, 생물학자, 심리학자, 사회학자, 정치학자 모두 사회적 딜레마에서의 행동을 연구한다. 가장 영향력 있는 이론적 접근 방식은 경제적 게임 이론(즉, 합리적 선택 이론, 기대 효용 이론)이다. 게임 이론은 개인이 자신의 효용을 극대화하려는 동기를 가진 합리적인 행위자라고 가정한다. 효용은 종종 사람들의 경제적 자기 이익 측면에서 좁게 정의된다. 따라서 게임 이론은 사회적 딜레마에서 비협력적인 결과를 예측한다. 이것은 유용한 출발 전제이지만, 사람들이 개인의 합리성에서 벗어날 수 있는 많은 상황이 있다.
게임 이론은 경제 이론의 주요 구성 요소 중 하나이다. 이는 개인이 희소 자원을 어떻게 할당하고 희소성이 인간 상호 작용을 어떻게 주도하는지를 다룬다. 게임 이론의 가장 유명한 예시 중 하나는 죄수의 딜레마이다. 고전적인 죄수의 딜레마 모델은 범죄 혐의로 기소된 두 명의 플레이어로 구성된다. 플레이어 A가 플레이어 B를 배신하기로 결정하면 플레이어 A는 감옥에 가지 않고 플레이어 B는 상당한 징역형을 받으며, 그 반대도 마찬가지이다. 두 플레이어 모두 범죄에 대해 침묵하기로 선택하면 둘 다 감형을 받게 되고, 두 플레이어 모두 서로를 고발하면 각각 더 많은 형량을 받게 된다. 이 상황에서는 각 플레이어가 침묵을 선택하여 둘 다 감형을 받는 것이 바람직해 보인다. 그러나 실제로는 의사소통을 할 수 없는 플레이어는 둘 다 서로를 배신하기로 선택할 것인데, 각자 감형을 받기 위해 그렇게 할 개인적인 동기가 있기 때문이다.

#### 죄수의 딜레마
죄수의 딜레마 모델은 집단 문제 이해에 결정적인데, 개인의 이익이 집단의 이익과 상충할 때 발생하는 결과를 보여주기 때문이다. 이와 같은 간단한 모델에서는 두 죄수가 의사소통할 수 있었다면 문제가 해결되었을 것이다. 그러나 수많은 개인이 관련된 더 복잡한 현실 세계 상황에서는 집단행동 문제가 종종 집단이 공동 경제적 이익이 되는 결정을 내리지 못하게 막는다.
죄수의 딜레마는 사회적 딜레마 연구의 기초가 되는 간단한 게임이다. 이 게임의 전제는 범죄 공범 두 명이 별도로 수감되어 있으며, 서로에게 불리한 증거를 제공하면 각각 감형을 받을 수 있다는 제안을 받는 것이다. 아래 표에서 볼 수 있듯이, 최적의 개인 결과는 상대방에 대해 증언하면서 자신은 증언받지 않는 것이다. 그러나 최적의 집단 결과는 두 죄수가 서로 협력하는 것이다.
|                                     | 죄수 B는 자백하지 않는다 (협력한다) | 죄수 B는 자백한다 (배신한다) |
| ----------------------------------- | ----------------------------------- | ---------------------------- |
| 죄수 A는 자백하지 않는다 (협력한다) | 각각 1년 복역                       | 죄수 A: 3년 죄수 B: 풀려난다 |
| 죄수 A는 자백한다 (배신한다)        | 죄수 A: 풀려난다 죄수 B: 3년        | 각각 2년 복역                |

반복되는 게임에서 플레이어는 서로를 신뢰하거나, 상대방이 이전 라운드에서 배신하지 않는 한 협력하는 팃포탯과 같은 전략을 개발할 수 있다.
비대칭 죄수의 딜레마 게임은 한 죄수가 다른 죄수보다 더 많이 얻거나 잃을 수 있는 경우이다. 협력에 대한 보상이 불평등한 반복 실험에서는 이익 극대화 목표가 이익 균등화 목표에 의해 무시될 수 있다. 불리한 위치에 있는 플레이어는 유리한 위치에 있는 플레이어가 배신하는 것이 이익이 되지 않을 정도로 일정 비율로 배신할 수 있다. 더 자연스러운 상황에서는 협상 문제에 대한 더 나은 해결책이 있을 수 있다.
관련된 게임으로는 스노우드리프트 게임, 사슴 사냥 게임, 비양심적인 식사자의 딜레마, 그리고 지네 게임이 있다.

### 진화 이론
생물학적 및 진화적 접근 방식은 사회적 딜레마에서의 의사결정에 대한 유용한 보완적 통찰력을 제공한다. 유전자 중심의 진화 이론에 따르면, 개인이 자신의 유전자 생존에 이익이 된다면 겉보기에는 비합리적인 협력 전략을 추구할 수 있다. 포괄적합도 개념은 가족 구성원과의 협력이 유전적 이해관계를 공유하기 때문에 이득이 될 수 있음을 설명한다. 부모가 자녀를 돕는 것이 자신의 유전자 생존을 촉진하기 때문에 유익할 수 있다. 상호성 이론은 협력의 진화에 대한 다른 설명을 제공한다. 동일한 개인들 간의 반복되는 사회적 딜레마 게임에서, 참가자들이 협력하지 않는 파트너를 처벌할 수 있기 때문에 협력이 발생할 수 있다. 이는 상호 협력을 장려한다. 상호성은 참가자들이 다이아드에서 협력하는 이유를 설명하지만, 더 큰 집단에 대해서는 설명하지 못한다. 간접 상호성 및 비용이 많이 드는 신호의 진화 이론은 대규모 협력을 설명하는 데 유용할 수 있다. 사람들이 파트너를 선택적으로 선택하여 게임을 할 수 있을 때, 협력적인 명성을 개발하는 것이 이득이다. 협력은 친절함과 관대함을 전달하며, 이는 누군가를 매력적인 집단 구성원으로 만든다.

### 심리 이론
심리학적 모델은 개인이 좁은 자기 이익에 국한된다는 전통적인 게임 이론의 가정을 의문시함으로써 사회적 딜레마에 대한 추가적인 통찰력을 제공한다. 상호 의존 이론은 사람들이 주어진 보상 행렬을 자신의 사회적 딜레마 선호도와 더 일치하는 효과적인 행렬로 변환한다고 제안한다. 예를 들어, 가까운 친척과의 죄수의 딜레마는 보상 행렬을 협력하는 것이 합리적인 행렬로 바꾼다. 귀인 모델은 이러한 변환에 대한 추가적인 지원을 제공한다. 개인이 사회적 딜레마에 이기적으로 접근할 것인지 협력적으로 접근할 것인지는 사람들이 본질적으로 탐욕스러운지 아니면 협력적인지 믿는지에 달려 있을 수 있다. 유사하게, 목표-기대 이론은 사람들이 두 가지 조건에서 협력할 수 있다고 가정한다. 그들은 (1) 협력적인 목표를 가지고 있어야 하고, (2) 다른 사람들도 협력할 것이라고 기대해야 한다. 또 다른 심리학적 모델인 적절성 모델은 개인이 합리적으로 자신의 보상을 계산한다는 게임 이론의 가정을 의문시한다. 대신 많은 사람들은 주변 사람들이 하는 행동에 기반하여 결정을 내리고, 평등 규칙과 같은 간단한 휴리스틱을 사용하여 협력할지 말지를 결정한다. 적절성 논리는 사람들이 자신에게 다음과 같은 질문을 던진다고 제안한다: "나 같은 사람(정체성)은 이런 상황(인식)에서 이 문화(집단)를 고려할 때 무엇(규칙/휴리스틱)을 하는가?" (Weber et al., 2004)
(Kopelman 2009) 그리고 이러한 요소들이 협력에 영향을 미친다.

## 공공재
공공재 딜레마는 일부 구성원이 공동선을 위해 무언가를 제공하면 전체 집단이 이득을 얻지만, 충분한 다른 구성원들이 기여할 경우 개인은 “무임승차”를 통해 이득을 얻는 상황이다. 공공재는 두 가지 특성으로 정의된다: 비배제성과 비경쟁성. 이는 누구나 공공재를 이용할 수 있으며, 한 사람의 사용이 다른 사람의 사용을 방해하지 않는다는 의미이다. 예를 들어 시청자의 기여에 의존하는 공공 방송이 있다. 단일 시청자가 서비스를 제공하는 데 필수적이지 않으므로, 시청자는 아무것도 지불하지 않고도 서비스의 혜택을 누릴 수 있다. 충분한 사람들이 기여하지 않으면 서비스가 제공될 수 없다. 경제학에서는 공공재 딜레마에 관한 문헌이 이 현상을 무임승차 문제로 언급한다. 경제학적 접근법은 광범위하게 적용될 수 있으며, 모든 종류의 공공재에 수반되는 무임승차를 지칭할 수 있다. 사회심리학에서는 이 현상을 사회적 태만이라고 부른다. 무임승차가 일반적으로 공공재를 설명하는 데 사용되는 반면, 사회적 태만은 특히 개인이 혼자 일할 때보다 집단에서 일할 때 노력을 덜 기울이는 경향을 지칭한다.
공공재는 비경쟁적이고 비배제적인 재화이다. 어떤 재화가 비경쟁적이라고 하는 것은 한 소비자의 소비가 다른 소비자의 소비에 어떤 식으로든 영향을 미치지 않는다는 의미이다. 또한, 어떤 재화가 비배제적이라고 하는 것은 재화에 대해 비용을 지불하지 않은 사람들도 그 재화의 혜택을 누리는 것을 막을 수 없다는 의미이다. 공공재의 비배제성 측면에서 집단행동 문제의 한 측면인 무임승차 문제가 발생한다. 예를 들어, 어떤 회사가 불꽃놀이 쇼를 개최하고 입장료로 10달러를 청구할 수 있지만, 지역 주민들이 모두 집에서 불꽃놀이를 볼 수 있다면 대부분은 입장료를 내지 않기로 선택할 것이다. 따라서 대다수의 개인은 무임승차를 선택할 것이고, 이는 회사가 미래에 또 다른 불꽃놀이 쇼를 개최하는 것을 단념하게 할 것이다. 비록 불꽃놀이가 각 개인에게 분명히 이로웠을지라도, 그들은 입장료를 지불하는 사람들에게 쇼 비용을 조달하도록 의존했다. 그러나 모든 사람이 이러한 입장을 취했다면, 쇼를 개최하는 회사는 많은 사람들에게 즐거움을 제공한 불꽃놀이를 구입하는 데 필요한 자금을 조달할 수 없었을 것이다. 이러한 상황은 집단행동 문제를 나타내는데, 개인의 무임승차 유인이 모든 사람이 즐길 수 있는 불꽃놀이 쇼를 위한 집단의 공동의 욕구와 상충하기 때문이다.
순수 공공재에는 국방 및 공원과 같은 서비스가 포함되며, 이는 일반적으로 정부가 납세자 자금으로 제공한다. 세금을 납부한 납세자들은 이러한 공공재의 혜택을 누린다. 그러나 공공 사업 자금이 부족한 개발도상국에서는 공동체가 자원을 놓고 경쟁하고 집단 전체에 이익이 되는 프로젝트에 자금을 조달해야 하는 경우가 많다. 공동체가 공공 복지에 성공적으로 기여할 수 있는 능력은 집단의 규모, 구성원의 힘 또는 영향력, 집단 내 개인의 취향 및 선호도, 그리고 집단 구성원 간의 이익 분배에 달려 있다. 집단이 너무 크거나 집단 행동의 이익이 개별 구성원에게 명확하지 않을 때, 집단 행동 문제는 협력 부족으로 이어져 공공재 제공을 어렵게 만든다.

## 자원 보충 관리
자원 보충 관리 딜레마는 집단 구성원들이 재생 가능한 자원을 공유하는 상황으로, 집단 구성원들이 과도하게 수확하지 않으면 계속해서 이점을 생산하지만, 어떤 한 개인이 가능한 한 많이 수확함으로써 이득을 얻는 상황이다.

### 공유지의 비극

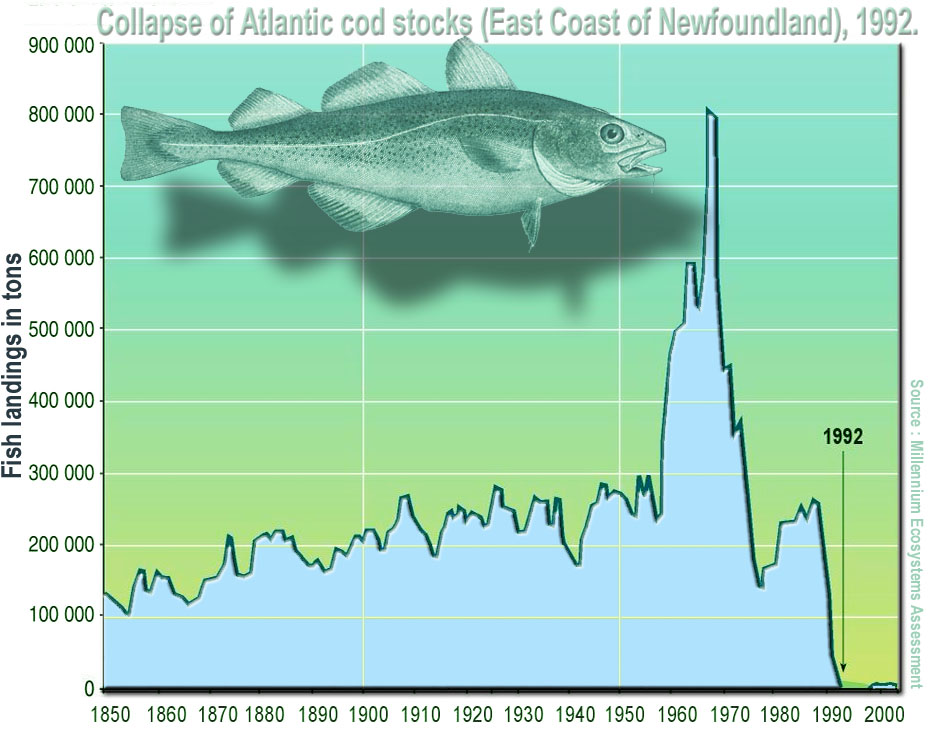
대서양대구 어획량은 1970년대와 1980년대에 심각하게 과도하게 남획되어 1992년 급격한 붕괴로 이어졌다.

공유지의 비극은 자원 보충 관리 딜레마의 한 유형이다. 이 딜레마는 집단 구성원들이 공유재를 공유할 때 발생한다. 공유재는 경쟁적이고 비배제적이므로 누구나 자원을 사용할 수 있지만, 자원의 양이 유한하여 과잉착취에 취약하다.
공유지의 비극이라는 패러다임은 1833년 영국 경제학자 윌리엄 포스터 로이드의 소책자에서 처음 등장했다. 로이드에 따르면, "어떤 사람이 자신의 밭에 소를 더 많이 넣으면, 그 소들이 소비하는 생존량은 원래 자신의 가축이 이용할 수 있었던 양에서 모두 차감된다. 만약 그 이전에 목초가 충분했을 뿐이라면, 그는 추가적인 소들로부터 아무런 이득도 얻지 못한다. 한 가지 방식으로 얻은 것이 다른 방식으로 손실되기 때문이다. 그러나 그가 공유지에 소를 더 많이 넣으면, 그 소들이 소비하는 식량은 자신의 소들뿐만 아니라 다른 소들 사이에서도 수에 비례하여 공유되는 차감이 되며, 그 중 아주 작은 부분만이 자신의 소들로부터 취해진다."
공유지의 비극의 틀은 다양한 형태의 자원 고갈을 포함한 수많은 문제를 이해하는 데 사용될 수 있다. 예를 들어, 1960년대와 1970년대의 과도한 어획은 이전에 풍부했던 대서양대구의 고갈로 이어졌다. 1992년까지 어부들이 종을 번식시킬 만큼 충분한 물고기를 남기지 않아 대구 개체수는 완전히 붕괴되었다. 또 다른 예는 개인주의적 (대 대량주의적) 국가에서 COVID-19 질병 및 사망 사례의 높은 비율이다. (2022년의 더 최근 연구는 개인주의 사회가 COVID-19 관련 사망률이 낮다는 것과 관련이 있음을 시사한다. 이 발견은 순종적인 인구를 가진 집단주의 사회가 팬데믹 관리에 더 유리하다는 대중적 이야기를 뒷받침했던 이전 연구와 모순된다.)

## 사회적 함정

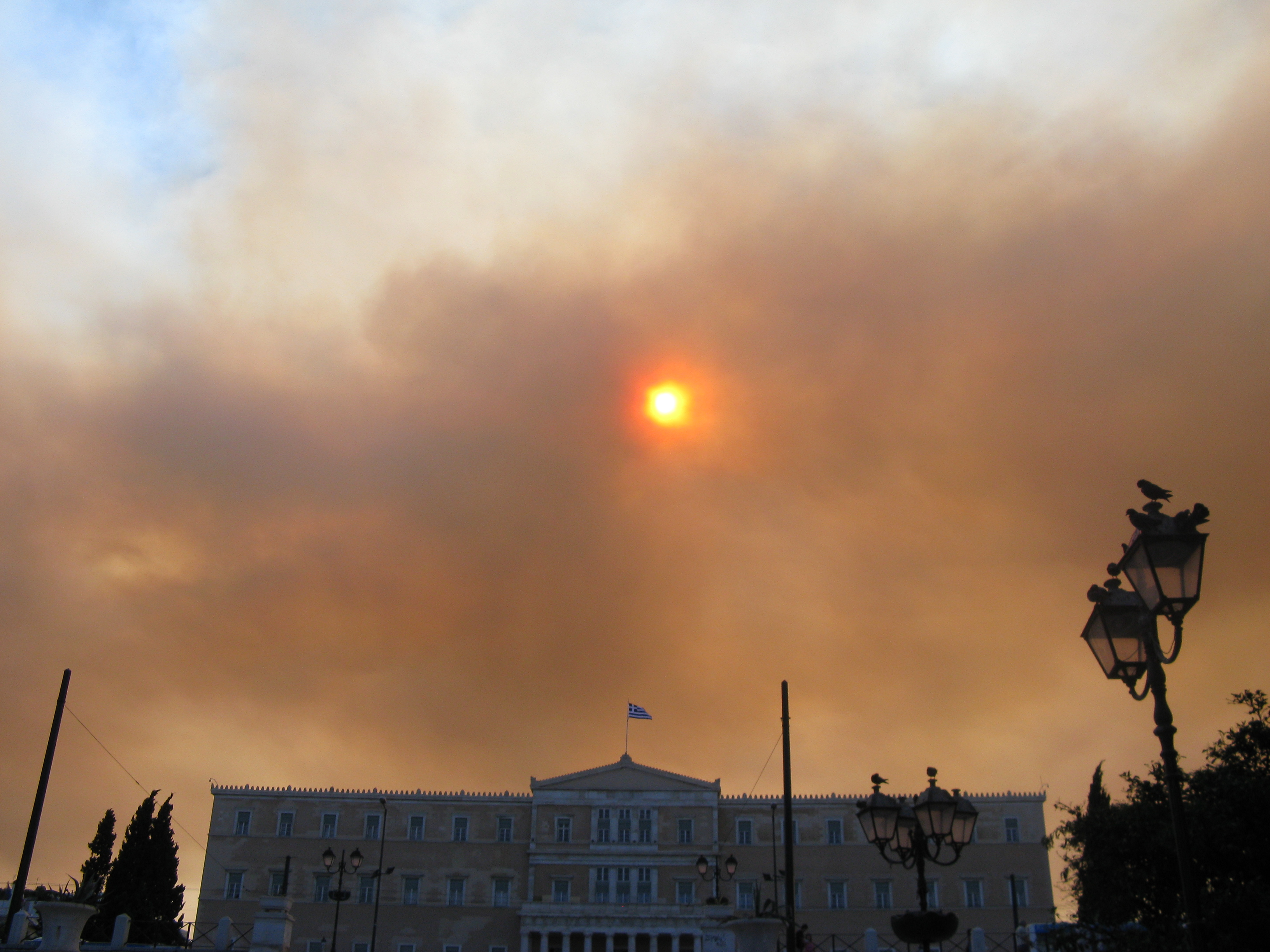
그리스 아테네 하늘의 오염

사회적 함정은 개인 또는 집단이 나중에 부정적이거나 심지어 치명적인 결과를 초래할 수 있는 즉각적인 보상을 추구할 때 발생한다. 이러한 유형의 딜레마는 행동이 초기에 보상을 가져오지만 동일한 행동을 계속하면 수확 체감이 발생할 때 발생한다. 사회적 함정을 유발하는 자극은 슬라이딩 강화제라고 불리는데, 이는 소량으로 행동을 강화하고 다량으로 처벌하기 때문이다.
사회적 함정의 한 예는 차량 사용과 그로 인한 오염이다. 개별적으로 보면 차량은 운송 수단을 혁신하고 삶의 질을 크게 향상시킨 적응 기술이다. 그러나 현재의 광범위한 사용은 에너지원이나 수명 주기 동안 직접적으로 높은 수준의 오염을 발생시킨다.

## 지각적 딜레마
지각적 딜레마는 갈등 중에 발생하며, 집단 외 편향의 산물이다. 이 딜레마에서 갈등 당사자들은 협력을 선호하면서도 동시에 상대방이 화해적 제스처를 이용할 것이라고 믿는다.

### 갈등 속에서
갈등에서 지각적 딜레마의 만연은 이 주제에 대한 두 가지 뚜렷한 학파의 발전을 가져왔다. 억지이론에 따르면, 갈등에서 취해야 할 최선의 전략은 필요할 경우 힘을 사용할 의지와 강인함을 보여주는 것이다. 이 접근 방식은 공격이 발생하기 전에 이를 저지하는 것을 목표로 한다. 반대로, 갈등 나선형 관점은 억지 전략이 적대감과 방어심을 증가시키며, 평화로운 의도를 명확히 보여주는 것이 확대를 피하는 가장 효과적인 방법이라고 주장한다.
억지이론의 실제 사례는 냉전 시대에 미국과 소련이 모두 채택했던 상호확증파괴 (MAD) 전략이다. 양국 모두 핵무기를 사용할 경우 스스로 파괴될 것임을 알고 있었기 때문에, MAD는 핵전쟁을 막는 주요 목적을 달성했고 냉전을 냉전 상태로 유지했다.
화해적 제스처 또한 갈등 나선형 이론에 따라 큰 효과를 보였다. 예를 들어, 이집트 대통령 안와르 엘 사다트가 1977년 두 나라 사이의 오랜 적대 기간 동안 이스라엘을 방문한 것은 큰 환영을 받았고 궁극적으로 이집트–이스라엘 평화 조약에 기여했다.

## 정치에서

### 투표
학자들은 경합주에서도 한 표가 미국 대통령 선거의 결과를 바꿀 확률이 천만 분의 일에 불과하다고 추정한다. 이 통계는 개인이 선거 결과에 영향을 미칠 수 없다고 믿기 때문에 투표라는 민주적 권리를 행사하는 것을 단념하게 만들 수 있다. 그러나 모든 사람이 이러한 관점을 채택하고 투표하지 않는다면 민주주의는 붕괴될 것이다. 이 상황은 집단행동 문제로 이어진다. 왜냐하면 어떤 한 개인이라도 자신의 투표가 선거 결과에 실제적인 차이를 만들 가능성이 매우 낮기 때문에 투표에 가지 않고 집에 머무르는 것을 선택할 유인이 있기 때문이다.
그러나 미국의 높은 정치적 무관심 수준에도 불구하고, 이러한 집단행동 문제가 일부 정치학자들이 예상하는 만큼 투표율을 감소시키지는 않는다. 대부분의 미국인들은 그들의 정치적 효능감이 실제보다 높다고 믿고 있으며, 수백만 명의 미국인들이 자신의 투표가 중요하지 않다고 믿고 투표장에 가지 않는 것을 막는다. 따라서 집단행동 문제는 집단 행동에 참여하는 개인에게 실질적인 이익이 있을 뿐만 아니라, 집단 행동이 또한 개인적인 이익으로 이어질 것이라는 단순한 믿음으로도 해결될 수 있는 것으로 보인다.

### 환경 정책
기후변화, 생물다양성 감소, 폐기물 축적과 같은 환경 문제는 집단행동 문제로 설명될 수 있다. 이러한 문제들이 수많은 사람들의 일상적인 행동과 연결되어 있기 때문에, 이러한 환경 문제의 영향을 완화하기 위해서도 수많은 사람들의 행동이 필요하다. 그러나 정부 규제가 없다면, 개인이나 기업은 탄소 배출을 줄이거나 재생 불능 자원 사용을 절감하는 데 필요한 조치를 취할 가능성이 낮다. 왜냐하면 이 사람들과 기업은 더 쉽고 저렴한 옵션을 선택할 유인이 있기 때문이다. 이는 종종 지구 건강에 도움이 되는 환경 친화적인 옵션과는 다르다.
개인의 자기 이익은 미국인의 절반 이상이 기업에 대한 정부 규제가 이점보다 해를 더 많이 끼친다고 믿게 만들었다. 그러나 동일한 미국인들에게 식품 및 수질 기준과 같은 특정 규제에 대해 물으면 대부분은 현재 시행 중인 법률에 만족하거나 더 엄격한 규제를 선호한다. 이는 집단 문제가 환경 문제에 대한 집단 행동을 어떻게 방해하는지를 보여준다. 즉, 개인이 식품 및 수질과 같은 문제에 직접 영향을 받을 때는 규제를 선호하지만, 개인의 탄소 배출이나 폐기물 축적에서 큰 영향을 보지 못할 때는 일반적으로 환경에 해로운 활동을 줄이도록 장려하는 법률에 동의하지 않는 경향이 있다.

## 사회적 딜레마에서 협력을 증진하는 요인
사람들이 언제 협력하는지 조건을 연구하는 것은 사회적 딜레마를 해결하는 방법에 대한 통찰력을 제공할 수 있다. 문헌에서는 동기적, 전략적, 구조적이라는 세 가지 광범위한 해결책을 구분하는데, 이들은 행위자가 순전히 자기 이익에 의해 동기 부여되는지 여부와 사회적 딜레마 게임의 규칙을 변경하는지 여부에 따라 달라진다.

### 동기적 해결책
동기적 해결책은 사람들이 타인을 배려하는 선호를 가지고 있다고 가정한다. 사회적 가치 지향에 대한 상당한 문헌은 사람들이 자신과 타인을 위한 결과에 대해 얼마나 가치를 두는지에 대한 안정적인 선호를 가지고 있음을 보여준다. 연구는 세 가지 사회적 동기에 집중되어 있다: (1) 개인주의—타인과 관계없이 자신의 결과를 극대화하는 것; (2) 경쟁—타인에 비해 자신의 결과를 극대화하는 것; (3) 협력—공동 결과를 극대화하는 것. 처음 두 가지 지향은 자기중심적 지향으로, 세 번째는 친사회적 지향으로 불린다. 친사회적 개인과 자기중심적 개인이 실험실과 현장에서 사회적 딜레마에 직면했을 때 다르게 행동한다는 생각에 대한 많은 지지가 있다. 친사회적 지향을 가진 사람들은 자신의 결정의 도덕적 함의를 더 중요하게 여기고 사회적 딜레마에서 협력을 가장 선호하는 선택으로 본다. 물 부족과 같은 희소 조건에서는 친사회적 개인은 공동 자원에서 덜 수확한다. 유사하게 친사회적 개인은 예를 들어 자동차나 대중교통 이용의 환경적 결과에 대해 더 우려한다.
사회적 가치 지향의 발달에 대한 연구는 가족력(친사회적 개인은 더 많은 자매를 가짐), 나이(나이가 많은 사람이 더 친사회적임), 문화(서구 문화에 개인주의자가 더 많음), 성별(여성이 더 친사회적임), 심지어 대학 과정(경제학 학생은 덜 친사회적임)과 같은 요인의 영향을 시사한다. 그러나 이러한 사회적 가치 지향의 기저에 있는 심리적 메커니즘에 대해 더 많이 알기 전에는 개입을 위한 좋은 기반이 부족하다.
개인이 집단 결과에 부여하는 가중치에 영향을 미칠 수 있는 또 다른 요인은 커뮤니케이션의 가능성이다. 사회적 딜레마 문헌에서 견고하게 발견되는 사실은 사람들이 서로 이야기할 기회가 주어지면 협력이 증가한다는 것이다. 이 효과를 설명하는 것은 상당한 과제였다. 한 가지 동기적 이유는 의사소통이 집단 정체성 의식을 강화하기 때문이다.
하지만 전략적인 고려 사항도 있을 수 있다. 첫째, 커뮤니케이션은 집단 구성원들에게 약속을 하고 무엇을 할지에 대한 명시적인 약속을 할 기회를 준다. 많은 사람들이 협력하겠다는 약속을 지키는지는 불분명하다. 비슷하게, 의사소통을 통해 사람들은 다른 사람들이 무엇을 하는지에 대한 정보를 얻을 수 있다. 다른 한편으로, 이 정보는 모호한 결과를 낳을 수 있다. 다른 사람들의 협력 의지를 아는 것은 그들을 이용하려는 유혹을 불러일으킬 수 있다.
사회적 딜레마 이론은 조직 내 사회 미디어 커뮤니케이션 및 지식 공유를 연구하는 데 적용되었다. 조직 지식은 기여 동기가 핵심인 공공재로 간주될 수 있다. 내재적 동기와 외재적 동기는 개인 수준에서 모두 중요하며, 관리 개입을 통해 해결될 수 있다.

### 전략적 해결책
두 번째 해결책 범주는 주로 전략적이다. 반복되는 상호작용에서 사람들은 팃포탯 (TFT) 전략을 채택할 때 협력이 나타날 수 있다. TFT는 먼저 협력적인 움직임을 한 다음, 다음 움직임이 파트너의 결정을 모방하는 것으로 특징지어진다. 따라서 파트너가 협력하지 않으면, 파트너가 협력하기 시작할 때까지 이 움직임을 복사한다. 다른 전략들을 서로 대결시킨 컴퓨터 토너먼트는 TFT가 사회적 딜레마에서 가장 성공적인 전략임을 보여주었다. TFT는 친절하면서도 단호하기 때문에 실제 사회적 딜레마에서 흔한 전략이다. 예를 들어, 결혼 계약, 임대 계약, 국제 무역 정책 모두 TFT 전술을 사용한다.
그러나 TFT는 상당히 용서 없는 전략이며, 시끄러운 현실 세계의 딜레마에서는 더 용서하는 전략이 자체적인 장점을 갖는다. 이러한 전략은 관대한 팃포탯(GTFT)으로 알려져 있다. 이 전략은 항상 협력에 협력으로 보답하고, 일반적으로 배신에는 배신으로 응답한다. 그러나 GTFT는 일정한 확률로 상대방의 배신을 용서하고 협력할 것이다. 행동과 인식의 오류가 있는 세상에서 이러한 전략은 내시 균형이 될 수 있으며 진화적으로 안정적이다. 협력이 더 유익할수록, GTFT는 배신자의 침략에 저항하면서도 더 용서할 수 있다.
파트너와 다시 만나지 않을지라도 협력하는 것이 전략적으로 현명할 수 있다. 사람들이 상호작용할 상대를 선택적으로 선택할 수 있다면 협력자로 보이는 것이 이득일 수 있다. 연구에 따르면 협력자는 비협력자보다 자신에게 더 나은 기회를 창출한다. 즉, 그들은 협력 파트너, 연애 파트너, 그리고 집단 지도자로 선택적으로 선호된다. 그러나 이는 사람들의 사회적 딜레마 선택이 다른 사람들에게 모니터링될 때만 발생한다. 자선 기부, 자선 활동, 방관자 개입과 같은 공개적인 이타주의 및 협력 행위는 아마도 평판 기반 협력의 발현일 것이다.

### 구조적 해결책
구조적 해결책은 사회적 딜레마를 수정하거나 딜레마를 완전히 제거함으로써 게임의 규칙을 변경한다. 보존 행동에 대한 현장 연구는 금전적 보상 형태의 선택적 인센티브가 가정용 물과 전기 사용을 줄이는 데 효과적임을 보여주었다. 또한, 수많은 실험 및 사례 연구는 협력이 다음과 같은 여러 요인에 따라 더 가능성이 높음을 보여준다: 개인이 상황을 모니터링할 수 있는지 여부, 배신자를 처벌하거나 "제재"할 수 있는지 여부, 외부 정치 구조에 의해 협력하고 자율 조직화할 수 있는 정당성을 부여받았는지 여부, 서로 소통하고 정보를 공유할 수 있는지 여부, 서로를 아는지 여부, 효과적인 갈등 해결의 장을 가지고 있는지 여부, 그리고 잘 정의된 경계를 가지고 있거나 쉽게 모니터링할 수 있는 사회 및 생태계를 관리하고 있는지 여부. 그러나 보상 및 처벌 시스템의 구현은 다양한 이유로 문제가 될 수 있다. 첫째, 제재 시스템을 만들고 관리하는 데 상당한 비용이 든다. 선택적 보상 및 처벌을 제공하려면 협력자와 비협력자 모두의 활동을 모니터링하는 지원 기관이 필요하며, 이는 유지하는 데 상당히 비쌀 수 있다. 둘째, 이러한 시스템 자체는 공공재인데, 그 존재에 기여하지 않고도 제재 시스템의 혜택을 누릴 수 있기 때문이다. 경찰, 군대, 사법 시스템은 사람들이 그것들을 지원하기 위해 세금을 기꺼이 내지 않으면 작동하지 않을 것이다. 이는 많은 사람들이 이러한 기관에 기여하고 싶어하는지에 대한 질문을 제기한다. 실험 연구는 특히 신뢰가 낮은 개인이 처벌 시스템에 돈을 투자할 의향이 있음을 시사한다. 상당수의 사람들은 개인적으로 이득을 보지 않더라도 비협력자를 기꺼이 처벌한다. 일부 연구자들은 심지어 이타적 처벌이 인간 협력을 위한 진화된 메커니즘이라고 제안한다. 세 번째 한계는 처벌 및 보상 시스템이 사람들의 자발적인 협력 의도를 약화시킬 수 있다는 것이다. 일부 사람들은 협력에서 "따뜻한 온기"를 얻는데, 선택적 인센티브 제공은 그들의 협력 의도를 몰아낼 수 있다. 비슷하게, 부정적 강화 시스템의 존재는 자발적인 협력을 약화시킬 수 있다. 일부 연구는 처벌 시스템이 사람들이 타인에게 갖는 신뢰를 감소시킨다는 것을 발견했다. 다른 연구는 초기 처벌의 엄격함이 낮고, 특이한 어려움에 대한 고려를 하며, 위반자가 집단의 신뢰를 다시 얻을 수 있도록 하는 점진적 제재가 집단 자원 관리를 지원하고 시스템에 대한 신뢰를 증가시키는 것으로 나타났다고 발견했다.
경계 구조적 해결책은 사회적 딜레마 구조를 수정하며, 이러한 전략은 종종 매우 효과적이다. 공유지 딜레마에 대한 실험 연구는 과잉 수확 집단이 공동 자원을 관리할 지도자를 임명하는 데 더 기꺼이 동의한다는 것을 보여준다. 특히 사람들의 집단 유대가 강할 때 제한된 권한을 가진 민주적으로 선출된 전형적인 지도자를 선호한다. 유대가 약할 때, 집단은 강압적인 권력 기반을 가진 더 강력한 지도자를 선호한다. 당국이 사회적 딜레마를 통치하는 데 신뢰할 수 있는지 여부는 여전히 의문이며, 현장 연구는 정당성과 공정한 절차가 시민들이 당국을 받아들이는 의지에 매우 중요하다는 것을 보여준다. 다른 연구는 그룹이 해당 자원에 대해 높은 가치를 둘 때, 그러나 자원이 심각하게 과도하게 수확되기 전에, 외부 권위 기반 없이 성공적으로 자율 조직화하려는 동기가 더 크다는 점을 강조한다. 그러나 이러한 경우 외부 "권위"가 해결책이라고 가정되지는 않지만, 효과적인 자율 조직화와 집단적 거버넌스 및 자원 기반 관리가 중요하다.
또 다른 구조적 해결책은 집단 규모를 줄이는 것이다. 일반적으로 집단 규모가 증가하면 협력이 감소한다. 더 큰 집단에서는 사람들이 공동선에 대해 덜 책임감을 느끼고 자신의 기여가 중요하지 않다고 믿는 경향이 있다. 문제의 규모를 줄이는 것(예: 대규모 딜레마를 더 작고 관리하기 쉬운 부분으로 나누는 것)은 이러한 상황에서 협력을 높이는 데 종종 효과적인 도구이다. 거버넌스에 대한 추가 연구는 집단 규모가 곡선형 효과를 보인다는 것을 보여준다. 이는 낮은 수에서는 거버넌스 집단이 자원 시스템 또는 거버넌스 프로세스를 효과적으로 연구, 관리, 운영할 만큼 충분한 인력을 갖추지 못할 수도 있기 때문이다.
또 다른 제안된 경계 해결책은 민영화를 통해 딜레마에서 사회적 요소를 제거하는 것이다. 이러한 인센티브의 재구조화는 개인의 필요를 집단의 필요보다 우선시하려는 유혹을 제거할 것이다. 그러나 물고기, 물, 깨끗한 공기와 같은 이동 가능한 자원을 민영화하는 것은 쉽지 않다. 민영화는 또한 모든 사람이 동등한 몫을 얻지 못할 수 있다는 점에서 사회 정의에 대한 우려를 제기한다. 민영화는 또한 통제위치를 외부화함으로써 사람들의 자발적인 협력 의도를 침식할 수 있다.
사회 내에서 사회적 딜레마에 직면한 사회 단위는 일반적으로 다른 집단과의 상호작용, 종종 다양한 종류의 자원 경쟁에 놓여 있다. 일단 이것이 모델링되면 사회적 딜레마는 크게 약화된다.
사회적 딜레마를 수정하는 추가적인 구조적 해결책은 안팎으로 많다. 공유 자원을 성공적으로 공동 관리하거나, 자율적으로 조직화하거나, 사회적 딜레마에서 성공적으로 협력할 가능성은 자원 시스템의 특성, 행위자가 속한 사회 시스템의 특성, 외부 당국의 정치적 입장, 효과적으로 소통할 수 있는 능력, 공유지 관리에 관한 규칙 등 다양한 변수에 달려 있다. 그러나 사회적 딜레마에서 최적이 아니거나 실패한 결과(그리고 민영화 또는 외부 권위의 필요성)는 일반적으로 "자원 사용자가 모든 관련자를 알지 못하고, 신뢰와 상호성의 기반이 없으며, 소통할 수 없고, 확립된 규칙이 없으며, 효과적인 모니터링 및 제재 메커니즘이 부족할 때" 발생한다.

## 결론
면밀히 살펴보면 사회적 딜레마는 기후변화부터 갈등 확대에 이르기까지 가장 시급한 전 세계 문제의 밑바탕에 깔려 있다. 사회적 딜레마의 광범위한 중요성은 주요 유형의 딜레마와 그에 수반되는 패러다임에 대한 광범위한 이해를 필요로 한다. 다행히도 이 주제에 대한 문헌은 실제 문제의 기반으로서 사회적 딜레마를 이해해야 하는 시급한 필요에 부응하여 확장되고 있다.
이 분야의 연구는 조직 복지, 공중 보건, 지역 및 전 세계 환경 변화와 같은 분야에 적용된다. 순수 실험실 연구에서 동기적, 전략적, 구조적 해결책의 조합을 테스트하는 연구로 강조점이 바뀌고 있다. 다양한 행동 과학 연구자들이 사회적 딜레마를 연구하기 위한 통합적인 이론적 틀(예: 진화론, 엘리너 오스트롬과 그녀의 동료들이 개발한 사회-생태 시스템 프레임워크)을 개발하고 있다는 점은 고무적이다. 예를 들어, 신경과학 방법을 사용하여 사회적 딜레마에서의 의사결정에 대한 뇌 상관관계를 연구하는 신경경제학 문헌이 급증하고 있다. 사회적 딜레마 연구의 학제간 특성은 분야 간의 전통적인 구분을 뛰어넘으며, 경제학, 정치학, 심리학 간의 구분을 초월하는 다학제적 접근 방식을 요구한다.

## 같이 보기
- 고양이 목에 방울 달기
- 집단 행위
- 조정 게임
- 결정 이론
- 엘리너 오스트롬
- 게임 이론
- 정체성 정치
- 도덕 경제
- 내시 균형
- 비제로섬 게임
- 죄수의 딜레마
- 합리성
- 사회적 함정
- 중첩 강화 스케줄
- 소셜 딜레마
- 반공유지의 비극
- 공유지의 비극
- 투표의 역설
- 복잡한 문제
- 제로섬 게임

## 더 읽어보기
- Axelrod, R. A. (1984). 《The evolution of cooperation》. New York: Basic Books. ISBN 978-0-465-02122-2.
- Batson, D.; Ahmad, N. (2008). 《Altruism: Myth or Reality?》. 《In-Mind Magazine》 6. 2008년 5월 17일에 원본 문서에서 보존된 문서.
- Dawes, R. M. (1980). 《Social dilemmas》. 《Annual Review of Psychology》 31. 169–193쪽. doi:10.1146/annurev.ps.31.020180.001125.
- ———; Messick, M. (2000). 《Social Dilemmas》. 《국제심리학회지》 35. 111–116쪽. doi:10.1080/002075900399402.
- Kollock, P. (1998). 《Social dilemmas: Anatomy of cooperation》. 《Annual Review of Sociology》 24. 183–214쪽. doi:10.1146/annurev.soc.24.1.183. hdl:20.500.12749/3338. JSTOR 223479.
- Komorita, S.; Parks, C. (1994). 《Social Dilemmas》. Boulder, CO: Westview Press. ISBN 978-0-8133-3003-7.
- Kopelman, S., Weber, M, & Messick, D. (2002). Factors Influencing Cooperation in Commons Dilemmas: A Review of Experimental Psychological Research. In E. Ostrom et al., (Eds.) The Drama of the Commons. Washington DC: National Academy Press. Ch. 4., 113–156
- Kopelman, S. (2009). 《The effect of culture and power on cooperation in commons dilemmas: Implications for global resource management》 (PDF). 《Organizational Behavior and Human Decision Processes》 108. 153–163쪽. doi:10.1016/j.obhdp.2008.06.004. hdl:2027.42/50454.
- Messick, D. M.; Brewer, M. B. (1983). 〈Solving social dilemmas: A review〉.   Wheeler, L.; Shaver, P. 《Review of personality and social psychology》 4. Beverly Hills, CA: Sage. 11–44쪽.
- Nowak, M. A.; Sigmund, K. (1992). 《Tit for tat in heterogeneous populations》 (PDF). 《Nature》 355. 250–253쪽. Bibcode:1992Natur.355..250N. doi:10.1038/355250a0. S2CID 4281385. 2011년 6월 16일에 원본 문서 (PDF)에서 보존된 문서.
- Palfrey, Thomas R.; Rosenthal, Howard (1988). 《Private Incentives in Social Dilemmas: The Effects of Incomplete Information and Altruism》. 《Journal of Public Economics》 35. 309–332쪽. doi:10.1016/0047-2727(88)90035-7.
- Ridley, M. (1997). 《Origins of virtue》. London: Penguin Classics. ISBN 978-0-670-87449-1.
- Rothstein, B. (2003). 《Social Traps and the Problem of Trust》. Cambridge: Cambridge University Press. ISBN 978-0521612821.
- Schneider, S. K.; Northcraft, G. B. (1999). 《Three social dilemmas of workforce diversity in organizations: A social identity perspective》. 《Human Relations》 52. 1445–1468쪽. doi:10.1177/001872679905201105. S2CID 145217407.
- Van Lange, P. A. M.; Otten, W.; De Bruin, E. M. N.; Joireman, J. A. (1997). 《Development of prosocial, individualistic, and competitive orientations: Theory and preliminary evidence》 (PDF). 《Journal of Personality and Social Psychology》 73. 733–746쪽. doi:10.1037/0022-3514.73.4.733. hdl:1871/17714. PMID 9325591.
- Van Vugt, M.; De Cremer, D. (1999). 《Leadership in social dilemmas: The effects of group identification on collective actions to provide public goods》 (PDF). 《Journal of Personality and Social Psychology》 76. 587–599쪽. doi:10.1037/0022-3514.76.4.587.
- Weber, M.; Kopelman, S.; Messick, D. M. (2004). 《A conceptual review of social dilemmas: Applying a logic of appropriateness》. 《Personality and Social Psychology Review》 8. 281–307쪽. doi:10.1207/s15327957pspr0803_4. PMID 15454350. S2CID 1525372.
- Yamagishi, T. (1986). 〈The structural goal/expectation theory of cooperation in social dilemmas〉.   Lawler, E. 《Advances in group processes》 3. Greenwich, CT: JAI Press. 51–87쪽. ISBN 978-0-89232-572-6.